# Jak Ali Harvey
Jak Ali Harvey (* 4. Mai 1989 im Hanover Parish als Jacques Montgomery Harvey) ist ein türkischer Sprinter jamaikanischer Herkunft, der seit 2015 für die Türkei startberechtigt ist.

## Sportliche Laufbahn
Erste internationale Erfahrungen sammelte Jak Ali Harvey bei den U23-NACAC-Meisterschaften 2010 in Miramar, bei denen er den fünften Platz über 100 Meter belegte und mit der jamaikanischen 4-mal-100-Meter-Staffel in 39,36 s die Silbermedaille hinter den Vereinigten Staaten gewann. Anschließend kam er bei den Zentralamerika- und Karibikspielen (CAC) in Mayagüez mit der Staffel im Vorlauf zum Einsatz; diese gewann im Finale in anderer Besetzung ebenfalls Silber. 2011 nahm er an der Sommer-Universiade im chinesischen Shenzhen teil und gewann dort in 10,14 s die Goldmedaille im 100-Meter-Lauf und wurde mit der jamaikanischen Stafette im Vorlauf disqualifiziert. Daraufhin entschloss er sich, die Staatsbürgerschaft zu wechseln und durfte daher bis Juli 2015 nicht an internationalen Wettkämpfen teilnehmen.
2015 qualifizierte er sich über 100 Meter für die Weltmeisterschaften in Peking, bei denen er im Halbfinale mit 10,08 s ausschied. 2016 erfolgte die Teilnahme an den Europameisterschaften in Amsterdam, wo er in 10,07 s die Silbermedaille hinter dem Niederländer Churandy Martina gewann. Zudem schied er mit der türkischen Staffel in 39,58 s in der ersten Runde aus. Damit qualifizierte er sich auch für die Olympischen Spiele in Rio de Janeiro, bei denen er über 100 Meter mit 10,03 s im Halbfinale ausschied, sowie über 200 Meter und mit der Staffel jeweils in der Vorrunde ausschied. 2017 gelangte er bei den Weltmeisterschaften in London erneut in das Halbfinale über 100 Meter, in dem er mit 10,16 s ausschied. Mit der Staffel konnte er sich diesmal aber für das Finale qualifizieren und belegte dort in 38,73 s den siebten Platz.
2018 gewann Harley bei den Mittelmeerspielen in Tarragona in 10,10 s die Goldmedaille im 100-Meter-Lauf sowie Silber mit der Staffel, die sich nur den Italienern geschlagen geben mussten. Er qualifizierte sich über 100 Meter erneut für die Europameisterschaften in Berlin und gewann dort im Finale mit 10,01 s die Bronzemedaille hinter den beiden Briten Zharnel Hughes und Reece Prescod. Als Teil der Staffel holte er hinter Großbritannien Silber und stellte in 37,98 s einen neuen türkischen Landesrekord auf. Bei den IAAF World Relays 2019 in Yokohama belegte er in 39,13 s Rang sieben in der 4-mal-100-Meter-Staffel und anschließend wurde er bei den Europaspielen in Minsk in 10,42 s Fünfter über 100 Meter. Bei den Weltmeisterschaften im Oktober in Doha wurde er mit der Staffel im Vorlauf disqualifiziert. 2020 siegte er in 10,30 s bei den Balkan-Meisterschaften in Cluj-Napoca über 100 Meter sowie in 20,77 s auch über 200 Meter sowie 39,63 s im Staffelbewerb. Bei den World Athletics Relays 2021 im polnischen Chorzów verpasste er mit 39,59 s den Finaleinzug in der 4-mal-100-Meter-Staffel. Anschließend siegte er in 10,33 s über 100 m  bei den Balkan-Meisterschaften in Smederevo und gewann in 20,66 s die Silbermedaille im 200-Meter-Lauf. Zudem siegte er in 39,64 s in der 4-mal-100-Meter-Staffel. Daraufhin schied er bei den Olympischen Spielen in Tokio mit Saisonbestleistung von 10,25 s im Vorlauf über 100 m aus und wurde mit der Staffel in der Vorrunde disqualifiziert. 
2022 startete er erneut über 100 Meter bei den Mittelmeerspielen in Oran und verteidigte dort in 10,15 s seinen Titel. Anschließend wurde er bei den Islamic Solidarity Games in Konya im Finale über 100 Meter disqualifiziert und siegte in 38,74 s in der 4-mal-100-Meter-Staffel, während er in der 4-mal-400-Meter-Staffel disqualifiziert wurde. Anschließend wurde er bei den Europameisterschaften in München im Semifinale über 100 Meter disqualifiziert und gelangte mit der 4-mal-100-Meter-Staffel mit 39,20 s auf Rang sieben.
In den Jahren 2019 und 2021 wurde Harvey türkischer Meister im 100-Meter-Lauf sowie 2021 auch über 200 m. 

## Persönliche Bestzeiten
- 100 Meter: 9,92 s A (+0,9 m/s), 12. Juni 2016 in Erzurum (türkischer Rekord)
  - 60 Meter (Halle): 6,79 s, 31. Januar 2021 in Fayetteville
- 200 Meter: 20,38 s (−1,1 m/s), 5. September 2015 in Ankara